# Brackebuschita
La brackebuschita és un mineral de la classe dels fosfats, que pertany i dona nom al supergrup de la brackebuschita. Rep el nom en honor del mineralogista i geòleg alemany Ludwig Brackebusch (Northeim, Alemanya, 4 de març de 1849 - Hannover, 2 de juny de 1906), professor de mineralogia de la Universitat de Còrdova (1875-1888). Va tornar a Alemanya el 1888 i va treballar com a geòleg consultor.

## Característiques
La brackebuschita és un fosfat de fórmula química Pb₂Mn3+(VO₄)₂(OH). Cristal·litza en el sistema monoclínic. La seva duresa a l'escala de Mohs es troba entre 4 i 5.
Segons la classificació de Nickel-Strunz, la brackebuschita pertany a «08.BG: Fosfats, etc. amb anions addicionals, sense H₂O, amb cations de mida mitjana i gran, (OH, etc.):RO₄ = 0,5:1» juntament amb els següents minerals: arsentsumebita, bearthita, gamagarita, goedkenita, tsumebita, arsenbrackebuschita, feinglosita, bushmakinita, tokyoïta, calderonita, melonjosephita i tancoïta.

## Formació i jaciments
Va ser descoberta a la mina Venus, al dipòsit homònim de plom i zinc situat al districte d'El Guaico, al departament de Punilla (Córdoba, Argentina). També ha estat descrita al departament de Minas, també a l'Argentina, així com als Estats Units, la República Democràtica del Congo, Gabon, Sud-àfrica, Espanya, Alemanya i la República Popular de la Xina.